# Elissa Landiová
Elissa Landiová (rodným jménem Elisabeth Marie Christine von Kühneltová, nepřechýleně Elissa Landi; 6. prosince 1904, Benátky – 21. října 1948, Kingston) byla rakousko-americká filmová a divadelní herečka. Během své 17leté kariéry se nejvíce proslavila v hollywoodských filmech z 20. a 30. let 20. století.

## Život

### Původ, mládí a začátek kariéry
Elissa Landiová se narodila 6. prosince 1904 v italských Benátkách (některé zdroje však uvádějí její rodiště jako Vídeň nebo její okolí) jako dcera rakouského vojenského důstojníka Richarda Kühnelta a jeho manželky Caroline. Její matka byla aristokratka a celým jménem se jmenovala Caroline Zarnardi Landiová. Elissa vyrůstala v obci Kleinhart v Dolních Rakousech nedaleko od Vídně až do rozvodu svých rodičů. Vzdělání se jí poté dostalo v anglickém Oxfordu. V roce 1923 zde také debutovala jako divadelní herečka ve hře Dandy Dick a později začala vystupovat i v Londýně. Její první ambice však směřovaly ke spisovatelství a ve dvaceti letech napsala také svůj první román.
Brzy po svém divadelním debutu nastoupila do divadla Oxford Repertory Company a následně začala pronikat i do prvních britských, amerických, francouzských i německých němých filmů. V roce 1930 se však rozhodla odcestovat do Spojených států, za účelem vystupování na Broadwayi ve hře A Farewell to Arms. Na Broadway se později v kariéře několikrát vrátila a objevila se i v dalších úspěšných hrách jako Empress of Destiny (1938), Apology (1943) nebo Dark Hammock (1944). V roce 1931 podepsala smlouvu s filmovým studiem Fox Film Corporation (od roku 1935 známé jako 20th Century Fox) a již ve svých prvních filmech si několikrát zahrála i vedle předních mužských hvězd studia jako byli například Lionel Barrymore nebo Fredrick March. Téhož roku si také zahrála ve filmu Body and Soul, kde se objevila po boku začínající Myrny Loyové i později velmi slavného Humphreyho Bogarta.

### Vrchol a závěr kariéry
Mezi její další významný film patří také například drama The Yellow Ticket (1931), kde se objevila spolu s dalšími budoucími hvězdami: Laurencem Olivierem a Borisem Karloffem. O rok později ji studio zapůjčilo konkurenčnímu studiu Paramount Pictures, kde si zahrála hlavní roli ve významném historickém dramatu Ve znamení kříže (1932) režírovaném Cecilem B. DeMillem. Po dalším významném snímku, Hrabě Monte Cristo (1934), jí však studio v roce 1936 náhle zrušilo smlouvu a ukončilo spolupráci poté, co odmítla jednu z určených rolí. Brzy na to se jí však podařilo získat další smlouvu se studiem Metro-Goldwyn-Mayer, u kterého se objevila v několika romantických dramatech a objevila se i jako sestřenice Myrny Loyové v trháku After the Thin Man (1936).
Po následujícím filmu Indické mystérium si však dala na šest let od herectví pauzu a po válečném dramatu Corregidor v roce 1943 svou filmovou kariéru ukončila. V roce 1943 také získala americké občanství a začala se naplno věnovat psaní. Během života nakonec vydala šest románů a sérii několika básní. 

### Osobní život
V roce 1928 se provdala za londýnského právníka Johna Cecila Lawrence. Manželství skončilo v roce 1936 rozvodem. V srpnu 1943 se jejím druhým manželem stal Curtis Kinney Thomas. V prosinci roku 1944 se jim narodila dcera Carolyn Maude.

### Smrt
Elissa Landiová zemřela na nádor mozku 21. října 1948 v newyorském Kingstonu ve věku 43 let. Je pohřbena po boku svých rodičů a druhého manžela na hřbitově Oak Hill v Newburyportu ve státě Massachusetts.

## Filmografie

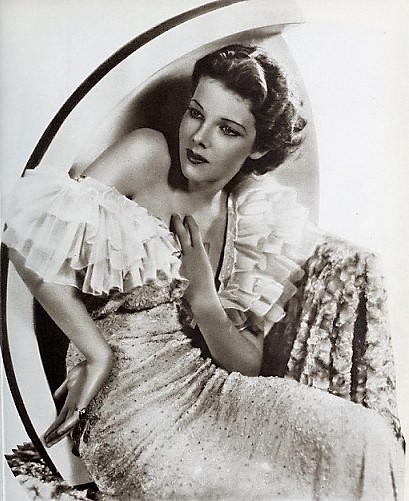
Elissa Landiová v roce 1933

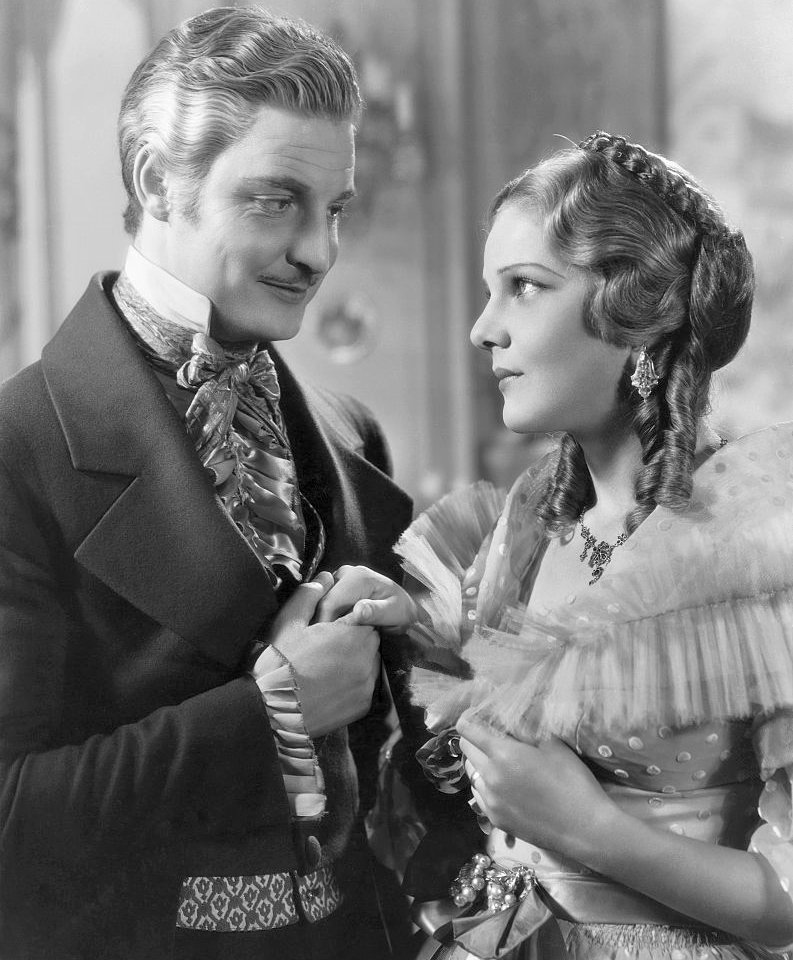
Elissa Landiová ve filmu Hrabě Monte Cristo (1934)

Kompletní filmografie podle filmových databází ČSFD a IMDb.
- 1926 London (režie Herbert Wilcox)
- 1928 Bolibar (režie Walter Summers)
- 1928 Podzemní dráha (režie Anthony Asquith)
- 1928 Synd (režie Gustaf Molander)
- 1929 The Inseparables (režie Adelqui Migliar a John Stafford)
- 1930 Knowing Men (režie Elinor Glyn)
- 1930 The Price of Things (režie Elinor Glyn)
- 1930 Children of Chance (režie Alexandre Esway)
- 1931 Body and Soul (režie Alfred Santell)
- 1931 Always Goodbye (režie William Cameron Menzies a Kenneth MacKenna)
- 1931 The Parisian (režie Jean de Limur)
- 1931 Wicked (režie Allan Dwan)
- 1931 The Yellow Ticket (režie Raoul Walsh)
- 1932 Devil's Lottery (režie Sam Taylor)
- 1932 The Woman in Room 13 (režie Henry King)
- 1932 A Passport to Hell (režie Frank Lloyd)
- 1932 Ve znamení kříže (režie Cecil B. DeMille)
- 1933 The Warrior's Husband (režie Walter Lang)
- 1933 I Loved You Wednesday (režie Henry King a William Cameron Menzies)
- 1933 The Masquerader (režie Richard Wallace)
- 1933 Při světle svící (režie James Whale)
- 1934 Man of Two Worlds (režie J. Walter Ruben)
- 1934 Sisters Under the Skin (režie David Burton)
- 1934 The Great Flirtation (režie Ralph Murphy)
- 1934 Hrabě Monte Cristo (režie Rowland V. Lee
- 1935 Enter Madame (režie Elliott Nugent)
- 1935 Without Regret (režie Harold Young)
- 1935 Königsmark (režie Maurice Tourneur)
- 1936 The Amateur Gentleman (režie Thornton Freeland)
- 1936 Mad Holiday (režie George B. Seitz)
- 1936 After the Thin Man (režie W. S. Van Dyke)
- 1937 Indické mystérium (režie George B. Seitz)
- 1943 Corregidor (režie William Nigh)